# Ogyris abrota
Ogyris abrota är en fjärilsart som beskrevs av John Obadiah Westwood 1851. Ogyris abrota ingår i släktet Ogyris och familjen juvelvingar. Inga underarter finns listade i Catalogue of Life.

## Bildgalleri

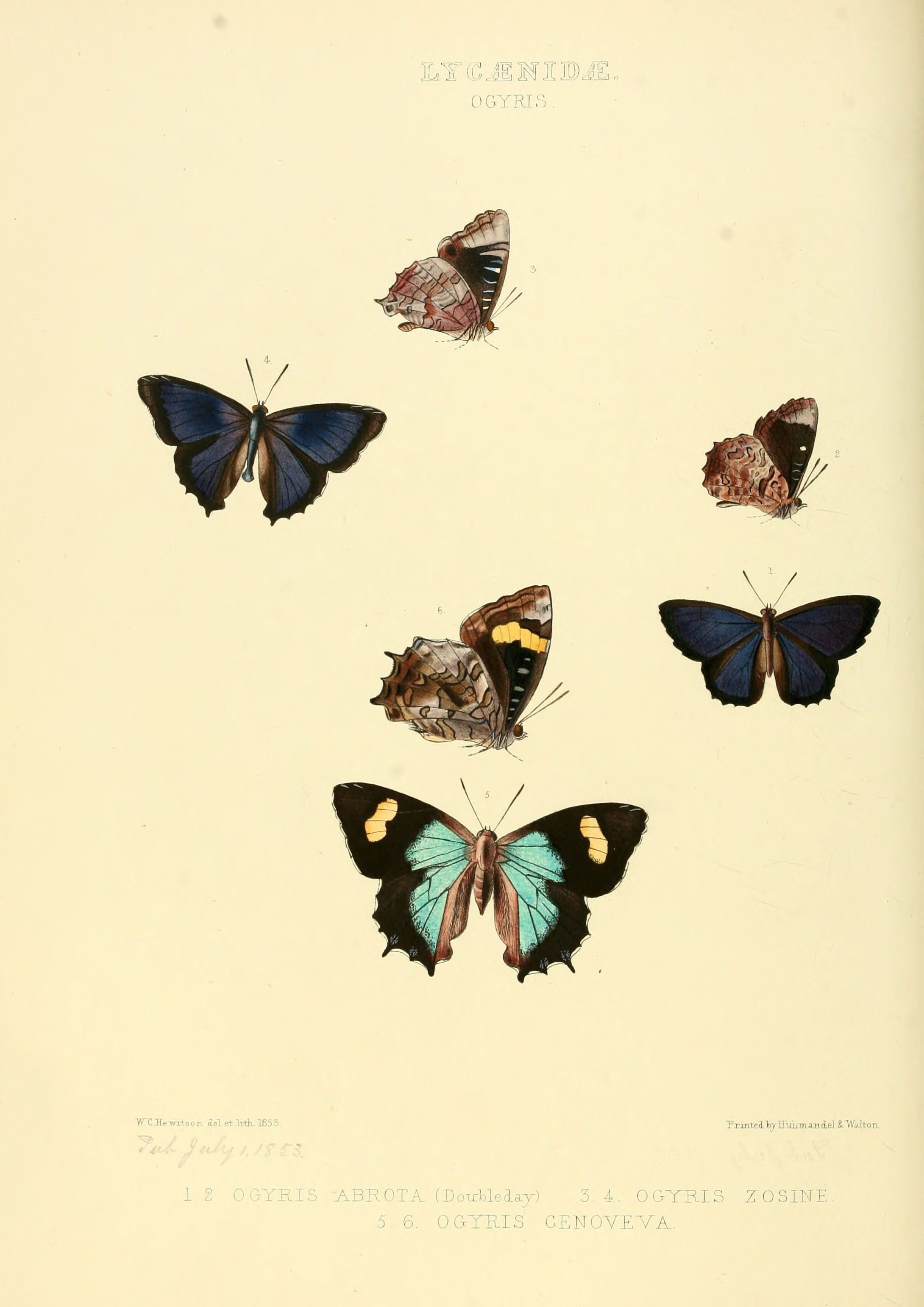
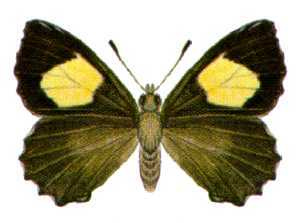